# Wolkentanz
Wolkentanz (21. April 1991 – 15. Oktober 2010), auch bekannt als Wolkentanz I, war ein Hannoveraner Zuchthengst, der im Landgestüt Celle als Beschäler stand. Unter seinen Nachkommen sind bedeutende Dressurpferde.
Wolkentanz stammte aus der Zucht von Gerd und Ursula Lühr. Der Fuchs wurde am 21. April 1991 geboren und maß ausgewachsen 165 cm. Sein Vater war Weltmeyer (1984–2011), seine Mutter „Lovely“ (1987–?), eine Staatsprämienstute (SPS). Weltmeyer war ein einflussreicher Vererber der Hannoveraner-Zucht, der „Hengst des Jahres 1998“, unter dessen Nachkommen 70 gekörte Hengste waren.
Wolkentanz hatte ein gutes Exterieur und ausgezeichnete Gänge. Er
wurde 1993 als Zweijähriger Körungssieger bei der Hengstkörung in Verden.  1995 bestand er die Hengstleistungsprüfung mit einem Wert von 133,78 und wurde als bester Hengst seiner Altersgruppe eingestuft. 1996 wurde er Bundeschampion, geritten von Ole Köhler. Er wurde bekannt für seine Auftritte bei der Dressurquadrille der Celler Hengstparaden.
Wolkentanz wurde zu einem der besten Beschäler für Dressurpferde in Deutschland. 22 seiner Nachkommen waren erfolgreich in der S-Dressur, 102 waren Staatsprämienstuten und 21 waren gekörte Hengste. 2005 bescheinigte ihm die Deutsche Reiterliche Vereinigung einen Zuchtwertindex von 157 Punkten und eine Vererbungsgenauigkeit von 97 Prozent. Sein Dressurerbwert von 152 war ebenfalls hoch.
Er lebte 2010 in der Deckstation Aurich, als er am 14. Oktober einen Darmdurchbruch erlitt. Er wurde in die Tierärztliche Hochschule gebracht und eingeschläfert.
Wolkentanz hatte einen jüngeren Vollbruder, Wolkentanz II (* 1995), der 2009 nach Kanada exportiert wurde und 2015 starb.